# South Sarasota
South Sarasota es un lugar designado por el censo ubicado en el condado de Sarasota en el estado estadounidense de Florida. En el Censo de 2010 tenía una población de 4.950 habitantes y una densidad poblacional de 819,91 personas por km².

## Geografía
South Sarasota se encuentra ubicado en las coordenadas 27°17′11″N 82°31′59″O / 27.28639, -82.53306. Según la Oficina del Censo de los Estados Unidos, South Sarasota tiene una superficie total de 6.04 km², de la cual 4.99 km² corresponden a tierra firme y (17.42%) 1.05 km² es agua.

## Demografía
Según el censo de 2010, había 4.950 personas residiendo en South Sarasota. La densidad de población era de 819,91 hab./km². De los 4.950 habitantes, South Sarasota estaba compuesto por el 93.41% blancos, el 1.31% eran afroamericanos, el 0.28% eran amerindios, el 1.31% eran asiáticos, el 0.06% eran isleños del Pacífico, el 1.43% eran de otras razas y el 2.18% pertenecían a dos o más razas. Del total de la población el 6.4% eran hispanos o latinos de cualquier raza.